# Vrindavan

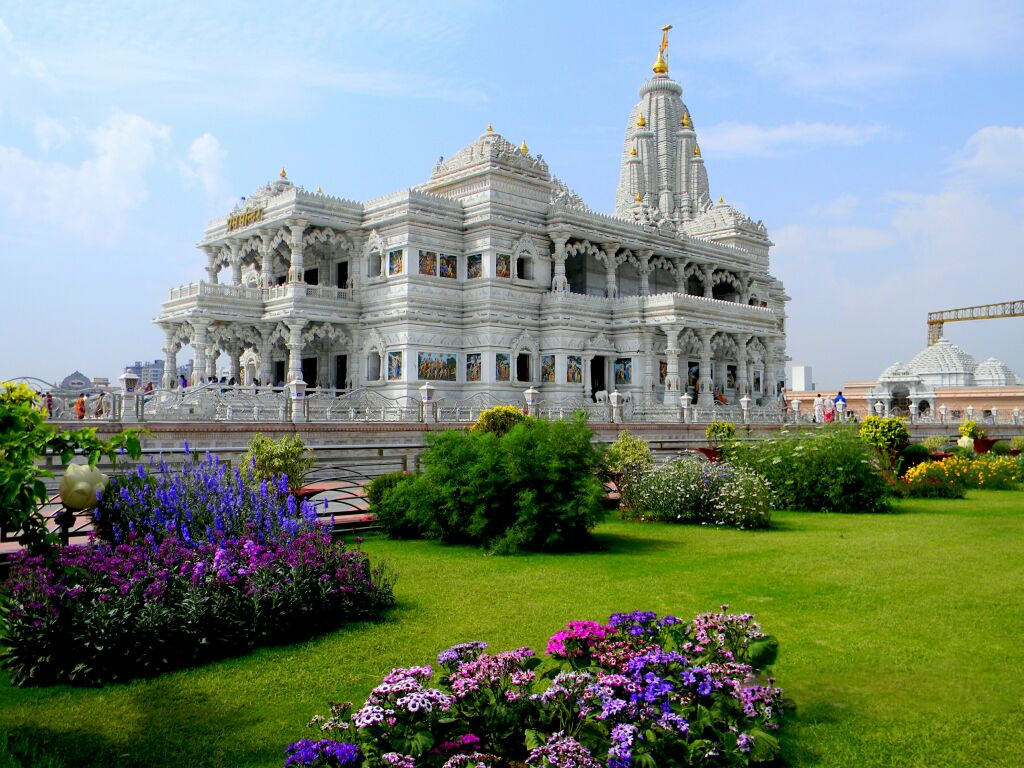
Prem Mandir, Vrindavan

Vrindavan, ook gespeld als Vrindaban, Brindaban, Brindavan of Vraj en vroeger Brindavana genoemd, is een stad en gemeente in het district Mathura van de Indiase staat Uttar Pradesh. 
De stad ligt op 10 kilometer afstand van Mathura, de plek waar hindoegod Krishna zou zijn geboren. De stad wordt beschouwd als heilig bij een aantal hindoeïstische tradities zoals de Gaudiya Vaishnava en het vaishnavisme. In de stad bevinden zich honderden tempels die gewijd zijn aan de hindoegoden Radha en Krishna. Een van de oudste overgebleven tempels stamt uit 1590, dezelfde eeuw dat de stad gesticht werd.

## Bezienswaardigheden
- Chandrodaya Mandir (in aanbouw), waarvan de oplevering wordt voorzien in 2024. Het moet met haar 213 m het hoogste religieuze gebouw ter wereld zijn.

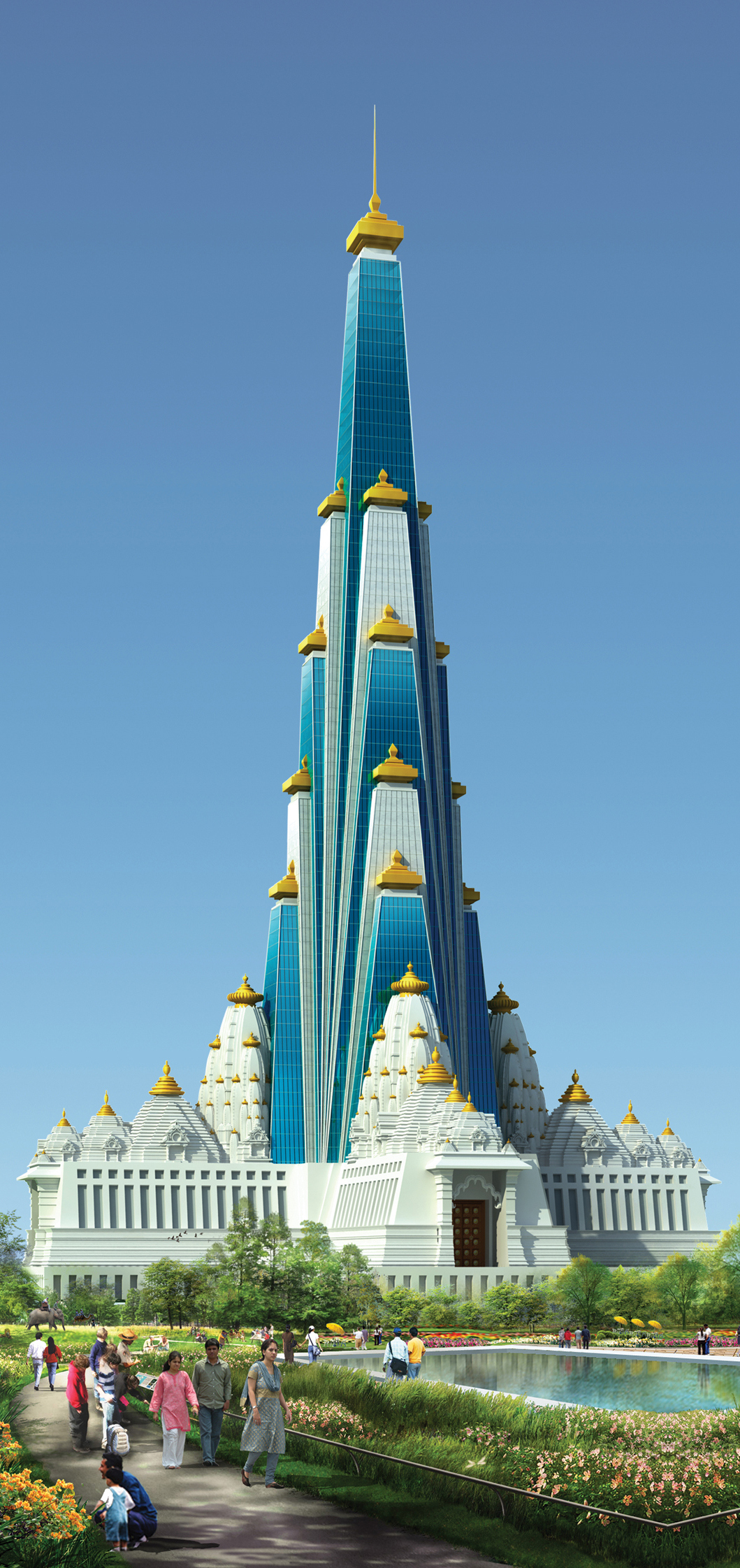
Chandrodaya Mandir

## Demografie
Volgens de Indiase volkstelling van 2001 wonen er 56.618 mensen in Vrindavan, waarvan 56% mannelijk en 44% vrouwelijk is. De plaats heeft een alfabetiseringsgraad van 65%. 